# 初谷むい
初谷 むい（はつたに むい、1996年 - ）は、日本の歌人。

## 経歴
兵庫県に生まれ、北海道札幌市で育つ。同市の高校に在学中、1年生の夏に山田航の講演を聞き短歌に関心を持つ。北海道大学水産学部に進学し、同時に北海道大学短歌会に入会。2017年、同人誌「ぬばたま」創刊に参加。
2018年、第一歌集『花は泡、そこにいたって会いたいよ』を刊行。2019年、第5回大学短歌バトルに獏短歌会として出場し、優勝。

## 作品リスト

### 歌集
- 『花は泡、そこにいたって会いたいよ』、2018年4月16日、書肆侃侃房、ISBN 978-4-86385-308-9
- 『わたしの嫌いな桃源郷』、2022年5月13日、書肆侃侃房、ISBN 978-4-86385-519-9

### 雑誌等掲載作品
短歌連作
- 「わたもふ」 - 『短歌ムックねむらない樹 vol.3』（書肆侃侃房、2019年8月）
- 「プールサイド/落鱗」 - 『短歌研究』2019年9月号
- 「詩短歌書」 - 『飛ぶ教室』第60号（2020年1月）
- 「砂金の日々、蜜の泡」 - 『文藝春秋』2020年4月号
- 「ちてるちてるみちています」 - 『早稲田文学』2021年春号
- 「アンチ・アンチ・クライスト」 - 『短歌研究』2021年10月号
- 「心底おもいます」 - 『文學界』2023年3月号

小説
- 「それからはとこしえの日々」 - 『ユリイカ』2021年1月号

エッセイなど
- 「藪内亮輔歌集『海蛇と珊瑚』 書評」 - 『短歌研究』2019年4月号